# Свята Франції
Зручно розділяти французькі національні свята на дві групи:
- свята, що мають фіксовану дату;
- свята, дата яких залежить від дати Великодня;

## Свята з фіксованою датою
| Дата         | Українська назва                 | Французька назва                              | Примітки |
| ------------ | -------------------------------- | --------------------------------------------- | --- |
| 1 січня      | Новий рік                        | Jour de l'An                                  | На відміну від України, не є головним зимовим святом, поступаючись Різдву за розмахом святкування.                                                      |
| 6 січня      | Богоявлення                      | Fête des Rois                                 | |
| 2 лютого     | Стрітення Господнє               | La Chandeleur                                 | |
| 8 березня    | Міжнародний жіночий день         | Journée internationale des droits de la femme | |
| 1 травня     | День Праці                       | Fête du Travail                               | |
| 8 травня     | День Перемоги                    | Victoire 1945                                 | Зважаючи на різницю часових поясів, момент підписання капітуляції, що дала початок свята, стався 8 травня за паризьким часом і 9 травня за московським. |
| 21 червня    | День музики у Франції            | Fête de la Musique                            | По всій країні проходять численні паради та концерти, під час яких виконується музика всіх жанрів — як професійними колективами, так і любителями.      |
| 14 липня     | День взяття Бастилії             | Fête nationale                                | Феєрверки по всій країні, військовий парад в Парижі. |
| 15 серпня    | Успіння Богородиці               | Assomption                                    | День смерті та вознесіння Богородиці. |
| 1 листопада  | День усіх святих                 | Toussaint                                     | Цього дня зазвичай відвідують могили родичів. |
| 11 листопада | Закінчення Першої світової війни | Armistice 1918                                | |
| 25 грудня    | Різдво                           | Noël                                          | |
| 26 грудня    | Сент-Етьєн                       | Saint Étienne                                 | Вихідний тільки в прикордонних з Німеччиною областях (Haut-Rhin, Bas-Rhin і Moselle).                                                                   |

## Свята, дата яких залежить від дати Великодня
| Дата                                                     | Українська назва           | Французька назва   | Примітки                                                                              |
| -------------------------------------------------------- | -------------------------- | ------------------ | ------------------------------------------------------------------------------------- |
| Останній день перед початком католицького Великого посту | Жирний вівторок, Марді Гра | Mardi gras         | Світовий аналог слов'янського свята Масляної.                                         |
| П'ятниця перед Великоднем                                | Страсна п'ятниця           | Vendredi Saint     | Вихідний тільки в прикордонних з Німеччиною областях (Haut-Rhin, Bas-Rhin і Moselle). |
| Понеділок після Великодня                                | Великодень                 | Lundi de Pâques    | Перший понеділок після свята Великодня.                                               |
| 40 днів після Великодня                                  | Вознесіння                 | Ascension          | Четвер, 40 днів після Великодня                                                       |
| Сьомий понеділок після Великодня                         | День Святої Трійці         | Lundi de Pentecôte |                                                                                       |